# Kroksjön (Bygdeå socken, Västerbotten, 713747-172055)
Kroksjön är en sjö i Robertsfors kommun i Västerbotten och ingår i Sävaråns huvudavrinningsområde.